# Upplandsdräkten
Upplandsdräkten är en folkdräkt för landskapet Uppland. 
Upplandsdräktens historia startades under en sommarfest i Unsta, Hacksta, anordnad av Hacksta ungdomsförening, en kyrklig ungdomsförening i Hacksta socken, grundad 1877. Man enades inför festen att klä sig i kläder av den typ som tidigare bars i trakten. Av fotografier från festen att döma bar de flesta vida rutiga bomullsklänningar av 1850-talssnitt, bindmössa och vita spetsförkläden., även om andra äldre plagg förekom. 1 december 1915 anordnades Stora hemslöjdsutställningen i Hantverksföreningens hus på Nedre slottsgatan i Uppsala. Ett trettiotal kvinnor ingick i funktionärsgruppen, och en av ledamöterna i styrelsen, Ellen Marén, som deltagit vid sommarfesten i Unsta 1906, ivrade för att funktionärerna skulle vara enhetligt klädda och då helst med folkliga dräkter av uppländskt ursprung.
Förslaget kom att anammas. Av de tjugoåtta kvinnorna på en gruppbild bär 12 rutiga eller randiga bomullsklänningar av snitt från mitten av 1800-talet (varav en är original) och 14 bär livkjolar, av en typ som brukades i början av 1800-talet. Övriga tolv bär livstyckskjolar av snitt från början av 1800-talet med kulörta sidensjalar.
Troligen tillkom begreppet Upplandsdräkt under utställningen eller kort därpå. Vid en hemslöjdsutställning i Enköping 1918 bar de kvinnliga medhjälparna Upplandsdräkt. I en artikel i Upsala Nya Tidning beskrevs och hyllades dräkten, något som ytterligare bidrog till dess spridning. Livkjolarna kom ganska snart att trängas ut av klänningarna. De randiga eller rutiga tygerna, blå, röda och gröna, oftast med blå huvudton kom aldrig att entydigt regleras och varianterna har varit många. Vad gäller tyllförklädet och tyllsjalen kom dock ganska snart direktiv för deras utseende. Även om majoriteten av klänningarna varit i bomull har även ylle förekommit.
På 1960-talet förlorade Upplandsdräkten i popularitet, i stället ökade populariteten för lokala bygdedräkter som Häverödräkten.

## Släktskap med husmodersdräkten
Åren närmast efter Sveriges husmodersföreningar kom föreningen att få ett starkt fäste i Uppland. Under slutet av 1920-talet väcktes intresset för en gemensam dräkt att bäras av rörelsens medlemmar på träffar och sammankomster. De första husmodersdräkterna förefaller ha skapats i Uppland i slutet av 1920-talet, och haft Upplandsdräkten som förebild, men den spred sig snabbt utanför landskapet.
I grunden såg direktiven för dräkterna närmast likadana ut, men skillnaden att husmodersdräktens förkläde och sjal skulle göras i vit tuskaftad bomull.
Tyllförkläden och sjalar förekom trots detta, och på 1940-talet framfördes därför ett direktiv att man skulle använda randiga bomullsförkläden i husmodersdräkten. De vita förklädena kom dock att leva vidare även efter detta.